# De Toppers
De Toppers est un groupe de schlager néerlandais, composé de Jeroen van der Boom, Gordon Heuckeroth, René Froger et de Gerard Joling (absent depuis 2008 et de retour en 2010).

## Eurovision 2009
Ils représentent les Pays-Bas lors de la seconde demi-finale du Concours Eurovision de la chanson 2009 à Moscou, le 14 mai 2009, avec leur chanson Shine (Brille). Ils terminent à la 17e place sur 19 participants, avec un total de 11 points, et ne sont donc pas qualifiés pour la finale.

## Discographie

### DVD
- Toppers In Concert - 2005
- Toppers In Concert 2006 - 2006
- Toppers In Concert 2007 - 2007
- Toppers In Concert 2008 - 2008
- Toppers In Concert 2009 - 2009
- Toppers In Concert 2010 - 2010
- Toppers In Concert 2011 - 2011